# Katar na Mistrzostwach Świata w Lekkoatletyce 2017
Katar na Mistrzostwach Świata w Lekkoatletyce 2017 – reprezentacja Kataru podczas mistrzostw świata w Londynie liczyła 5 zawodników, którzy zdobyli dwa medale.

## Zdobyte medale
| Medal | Zawodnik           | Konkurencja   | Wynik | Data        |
| ----- | ------------------ | ------------- | ----- | ----------- |
| złoto | Mutazz Isa Barszim | skok wzwyż    | 2,35  | 13 sierpnia |
| brąz  | Abd al-Ilah Harun  | bieg na 400 m | 44,48 | 8 sierpnia  |

## Skład reprezentacji
Mężczyźni
| Zawodnik          | Konkurencja                | Runda 1  | Runda 1 | Półfinał | Półfinał | Finał    | Finał   |
| Zawodnik          | Konkurencja                | Rezultat | Pozycja | Rezultat | Pozycja  | Rezultat | Pozycja |
| ----------------- | -------------------------- | -------- | ------- | -------- | -------- | -------- | ------- |
| Abd al-Ilah Harun | bieg na 400 m              | 45,27    | 15. Q   | 44,64    | 8. q     | 44,48    | brąz    |
| Abderrahman Samba | bieg na 400 m przez płotki | 49,39    | 5. Q    | 48,75    | 5. Q     | 49,74    | 7.      |

| Zawodnik               | Konkurencja    | Kwalifikacje | Kwalifikacje | Finał | Finał   |
| Zawodnik               | Konkurencja    | Wynik        | Pozycja      | Wynik | Pozycja |
| ---------------------- | -------------- | ------------ | ------------ | ----- | ------- |
| Mutazz Isa Barszim     | skok wzwyż     | 2,31         | 1. Q         | 2,35  | złoto   |
| Aszraf Amdżad as-Sajfi | rzut młotem    | 71,87        | 23.          | NQ    | NQ      |
| Ahmed Bader Magour     | rzut oszczepem | 83,83        | 11. Q        | 81,77 | 10.     |